# Liste der Biografien/Of
Liste der Biografien |
Portal Biografien |
Personensuche
# |
A |
B |
C |
D |
E |
F |
G |
H |
I |
J |
K |
L |
M |
N |
O |
P |
Q |
R |
S |
T |
U |
V |
W |
X |
Y |
Z |
?
 
Oa |
Ob |
Oc |
Od |
Oe |
Of |
Og |
Oh |
Oi |
Oj |
Ok |
Ol |
Om |
On |
Oo |
Op |
Oq |
Or |
Os |
Ot |
Ou |
Ov |
Ow |
Ox |
Oy |
Oz
Die Liste der Biografien führt alle Personen auf, die in der deutschsprachigen Wikipedia einen Artikel haben. Dieses ist eine Teilliste mit 244 Einträgen von Personen, deren Namen mit den Buchstaben „Of“ beginnt.

## Of

### Ofa
- Ofaire, Cilette (1891–1964), Schweizer Schriftstellerin
- O’Faolain, Julia (1932–2020), irische Schriftstellerin
- O’Faolain, Nuala (1940–2008), irische Journalistin und Schriftstellerin
- Ofarim, Abi (1937–2018), israelischer Musiker
- Ofarim, Esther (* 1941), israelische Schauspielerin und Sängerin
- Ofarim, Gil (* 1982), deutscher RockmusikerGil Ofarim (* 1982)

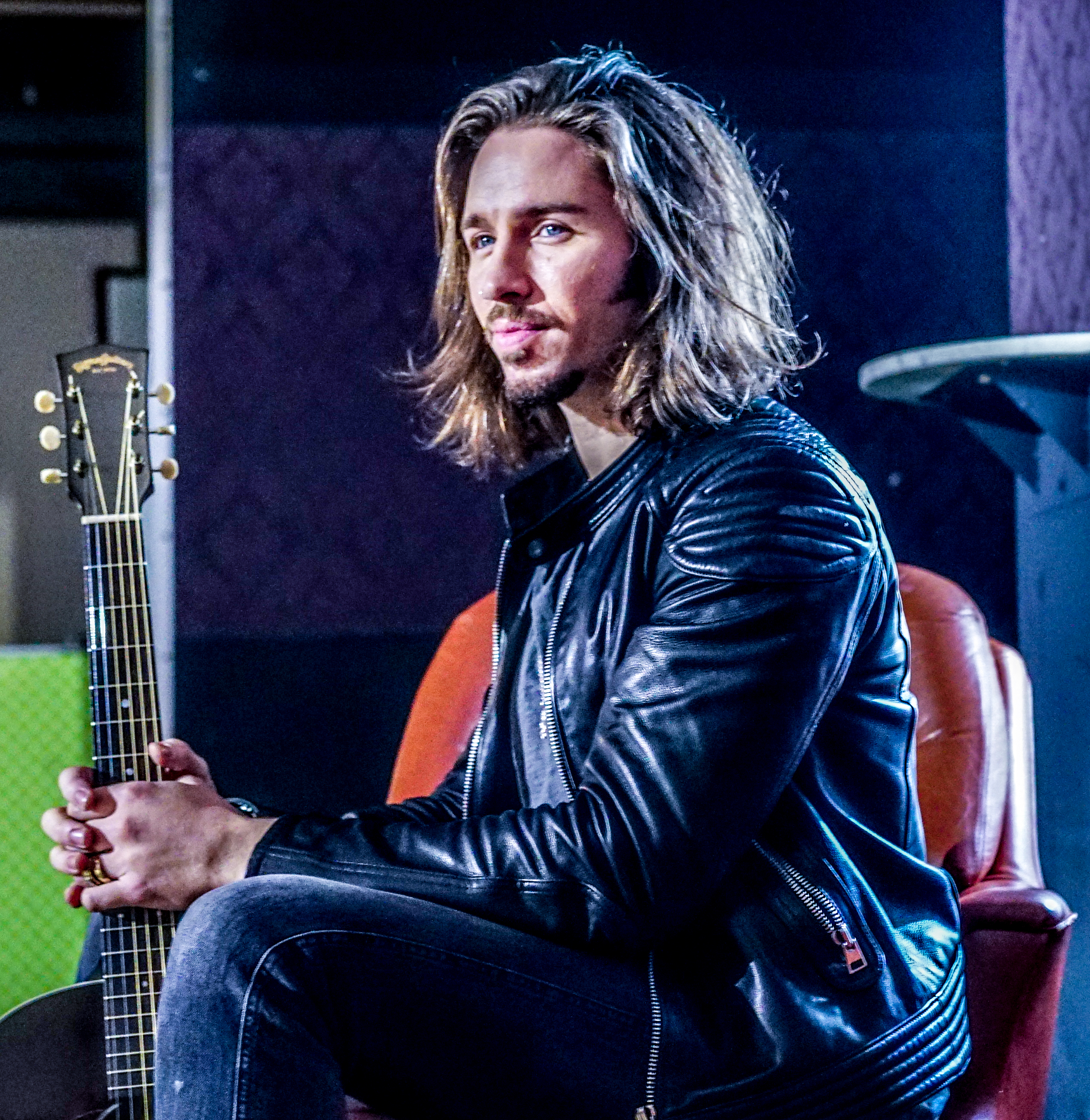
Gil Ofarim (* 1982)

- O’Farrell, Barry (* 1959), australischer Politiker
- O’Farrell, Colum (* 1977), irischer Skilangläufer und Biathlet
- O’Farrell, Conor (* 1956), US-amerikanischer Fernsehschauspieler
- O’Farrell, Elizabeth (1883–1957), irische Krankenschwester und Aktivistin für die irische Unabhängigkeit
- O’Farrell, Frank (1927–2022), irischer Fußballspieler und -trainer
- O’Farrell, Maggie (* 1972), irisch-britische Schriftstellerin
- O’Farrell, Michael Joseph (1832–1894), irischer Geistlicher, Bischof von Trenton
- O’Farrell, Peter, britischer Schauspieler
- O’Farrill, Adam (* 1994), US-amerikanischer Jazzmusiker
- O’Farrill, Arturo (* 1960), US-amerikanischer Jazzmusiker und Bandleader
- O’Farrill, Chico (1921–2001), amerikanischer Komponist und Arrangeur
- O’Farrill, Raisa (1972–2023), kubanische Volleyballnationalspielerin
- O’Farrill, Yordan (* 1993), kubanischer Hürdenläufer

### Ofc
- Ofczarek, Klaus (1939–2020), österreichischer Schauspieler und Opernsänger (Tenior)
- Ofczarek, Nicholas (* 1971), österreichischer Schauspieler und Ensemblemitglied des Wiener BurgtheatersNicholas Ofczarek (* 1971)

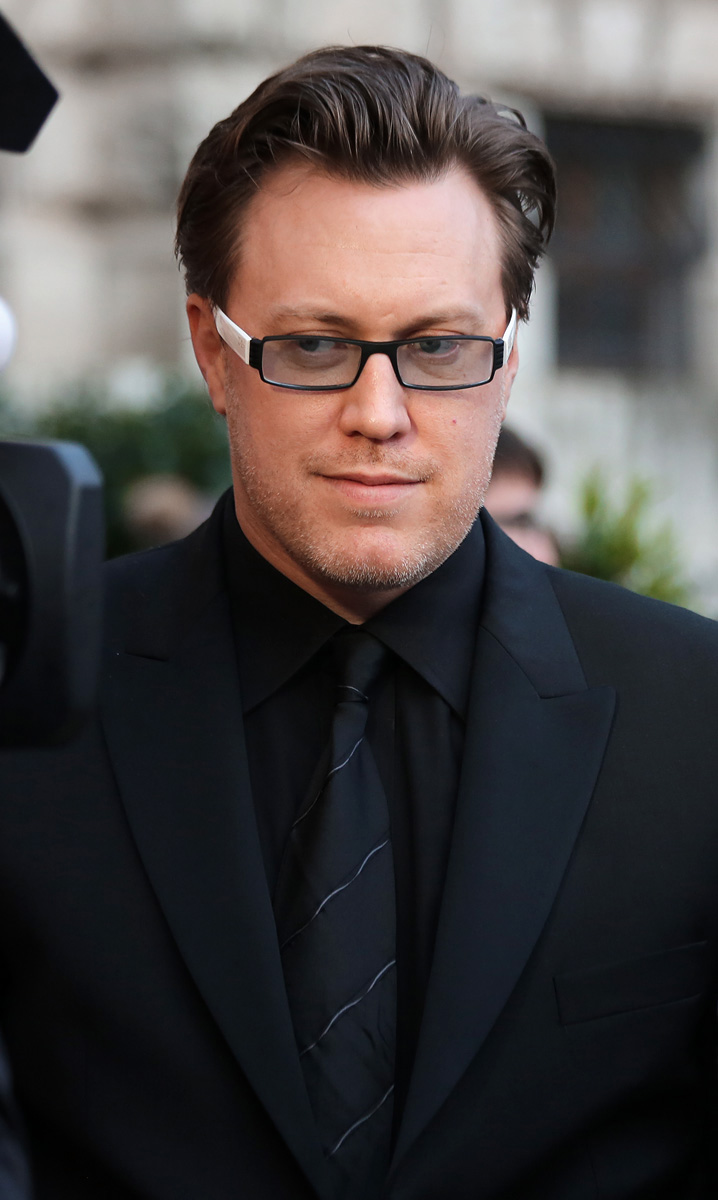
Nicholas Ofczarek (* 1971)

### Ofe
- Ófeigur Sigurðsson (* 1975), isländischer Autor
- Ofen, Michael van (* 1956), deutscher Maler
- Ofenauer, Friedrich (* 1973), österreichischer Politiker (ÖVP), Abgeordneter zum Nationalrat
- Ofenbauer, Christian (* 1961), österreichischer Komponist, Musiktheoretiker und Organist
- Ofenbauer, Tobias (* 1980), österreichischer Schauspieler
- Ofenböck, Anton (1874–1952), österreichischer Politiker, Mitglied des Bundesrates
- Ofenböck, Josef (1919–1975), österreichischer Politiker (ÖVP), Abgeordneter zum Nationalrat
- Ofenheim von Ponteuxin, Viktor (1820–1886), österreichischer Eisenbahnfachmann und Finanzier, Honorargeneralkonsul für das Kaiserreich Persien
- Ofer, Abraham (1922–1977), israelischer Politiker
- Ofer, Dalia (* 1939), israelische Neuzeithistorikerin
- Ofer, Eyal (* 1950), israelischer UnternehmerEyal Ofer (* 1950)

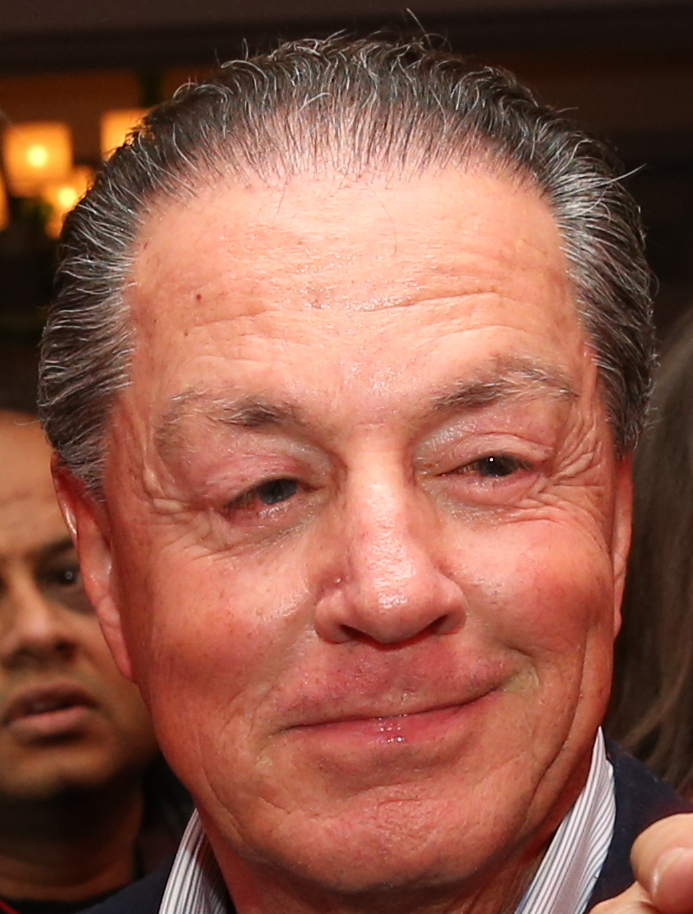
Eyal Ofer (* 1950)

- Ofer, Idan (* 1955), israelischer Unternehmer
- Ofer, Sammy (1922–2011), israelischer Unternehmer
- Ofer, Yuli (1924–2011), israelischer Unternehmer
- Ofere, Edward (* 1986), schwedisch-nigerianischer Fußballstürmer
- O’Ferrall, Charles Triplett (1840–1905), US-amerikanischer Politiker
- O’Ferrall, Ronald (1890–1973), anglikanischer Bischof von Madagaskar

### Off
- Off, Jan (* 1967), deutscher Trash- und Punk-Autor
- Off, Marcus (* 1958), deutscher Filmschauspieler und Synchronsprecher
- Offa, König von Essex
- Offa von Mercia († 796), König von Mercia (757–796); erster Angelsachse, der sich „König von England“ nannte
- Offay, Anthony d’ (* 1940), britischer Kunsthändler
- Offe, Claus (* 1940), deutscher Politikwissenschaftler
- Offe, Hans Albert (1912–1993), deutscher Chemiker
- Offel, Katharina (* 1976), deutsche Springreiterin
- Offel, Patricia (* 1971), ghanaische Tischtennisspielerin
- Offele, Winfried (* 1939), deutscher Kirchenmusiker, Komponist und Autor
- Offelsmeyer, Friedrich Wilhelm (1761–1834), deutscher evangelischer Geistlicher
- Offen, Anna Katharina von (1624–1702), Hofdame und Oberhofmeisterin der Kurfürstin von Hannover, Prinzen- und Prinzessinnen-Erzieherin
- Offen, Bernard (* 1929), polnisch-amerikanischer NS-Verfolgter
- Offen, Claus-Dieter (* 1939), deutscher Politiker (CDU), MdHB
- Offen, Claus-Peter (* 1943), deutscher Reeder
- Offen, Helga (1951–2020), deutsche Volleyballspielerin
- Offen, Jobst Moritz von (1635–1692), kurbraunschweigischer Generalleutnant
- Offen, Sven, deutscher Regisseur, Redakteur und Produzent
- Offenbach, Isaac († 1850), Kantor der jüdischen Gemeinde in Köln, Dichter, Komponist und Vater von Jacques Offenbach
- Offenbach, Jacques (1819–1880), deutsch-französischer Komponist und Cellist
- Offenbach, Joseph (1904–1971), deutscher SchauspielerJoseph Offenbach (1904–1971)

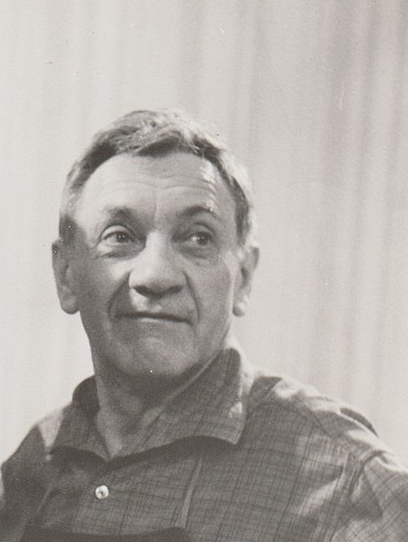
Joseph Offenbach (1904–1971)

- Offenbach, Jürgen (* 1942), deutscher Journalist
- Offenbacher, Christian (* 1988), österreichischer Handballspieler
- Offenbacher, Daniel (* 1992), österreichischer Fußballspieler
- Offenbeck, Jolanda (1930–2000), österreichische Politikerin (SPÖ), Abgeordnete zum Nationalrat, Mitglied des Bundesrates
- Offenberg, Ari Abraham (1914–2007), deutscher Funktionär, Vorsitzender der Israelitischen Synagogen-Gemeinde Adass Jisroel zu Berlin
- Offenberg, Egil (1899–1975), norwegischer Politiker (Høyre), Minister und Unternehmer
- Offenberg, Emmerich von (1791–1870), russischer General der Kavallerie
- Offenberg, Gerd (1897–1987), deutscher Architekt und Baubeamter
- Offenberg, Heinrich Christian von († 1781), Landhofmeister und Regent in Kurland
- Offenberg, Helene (* 1877), österreichische Opernsängerin (Sopran)
- Offenberg, Kaspar (1809–1879), deutscher Politiker
- Offenberg, Maria (1888–1972), deutsche Historikerin und Sozialpädagogin
- Offenberg, Richard (1854–1910), deutscher Reichsgerichtsrat
- Offenberger, Franz (1931–2003), österreichischer Eisschnellläufer
- Offenberger, Monika (* 1961), deutsche Biologin und Wissenschaftsjournalistin
- Öffenberger, Niels (* 1930), deutscher Philosoph und Logiker
- Offenburg, Henman (1379–1458), Schweizer Kaufmann, Politiker, Diplomat und Chronist
- Offenburg, Peter (1458–1514), Schweizer Politiker
- Offeney, Erwin (1889–1966), deutscher Komponist und Dirigent
- Offenhauser, Fred (1888–1973), amerikanischer Automobilingenieur und Mechaniker
- Offenheimer, Philipp (1861–1930), deutscher Unternehmer, Kommerzienrat, Erfinder
- Offenloch, Thomas (* 1972), deutscher Jurist und Richter des Bundesverfassungsgerichts
- Offenstein, Christophe (* 1962), französischer Kameramann und Regisseur
- Offenstein, François-Joseph d’ (1760–1837), französischer Baron, General von Napoléon Bonaparte
- Offenstein, Wilhelm (1889–1964), deutscher Theologe und Politiker (Zentrum), MdR
- Offenstetten, Ortolf von († 1392), Bischof von Lavant
- Offenthaler, Philipp (* 1998), österreichischer Fußballspieler
- Offer, Avner, britischer Wirtschaftshistoriker
- Offer, Wiebke (* 1992), deutsche Volleyballspielerin
- Offerdahl, Olav (1857–1930), norwegischer Geistlicher, Oberhirte der katholischen Kirche in Norwegen (1928–1930)
- Offereins, Ben (* 1986), australischer Leichtathlet
- Offereins, Tinka (* 1993), niederländische Ruderin
- Offergeld, Christian (* 1964), deutscher Mediziner
- Offergeld, Hans-Jörg (* 1942), deutscher Tischtennisspieler
- Offergeld, Rainer (* 1937), deutscher Politiker (SPD), MdB
- Offergeld, Renate (* 1950), deutsche Politikerin (SPD), Bürgermeisterin von Wachtberg
- Offerhaus, Christian Gerhard († 1758), deutscher Philosoph und Prediger
- Offerhaus, Klaus (1934–2019), deutscher Jurist, Präsident des Bundesfinanzhofs (1994–1999)
- Offerhaus, Leonard (1699–1779), deutscher Historiker in den Niederlanden
- Offerhaus, Tim (* 2005), deutscher Schauspieler
- Offerman, Nick (* 1970), US-amerikanischer SchauspielerNick Offerman (* 1970)

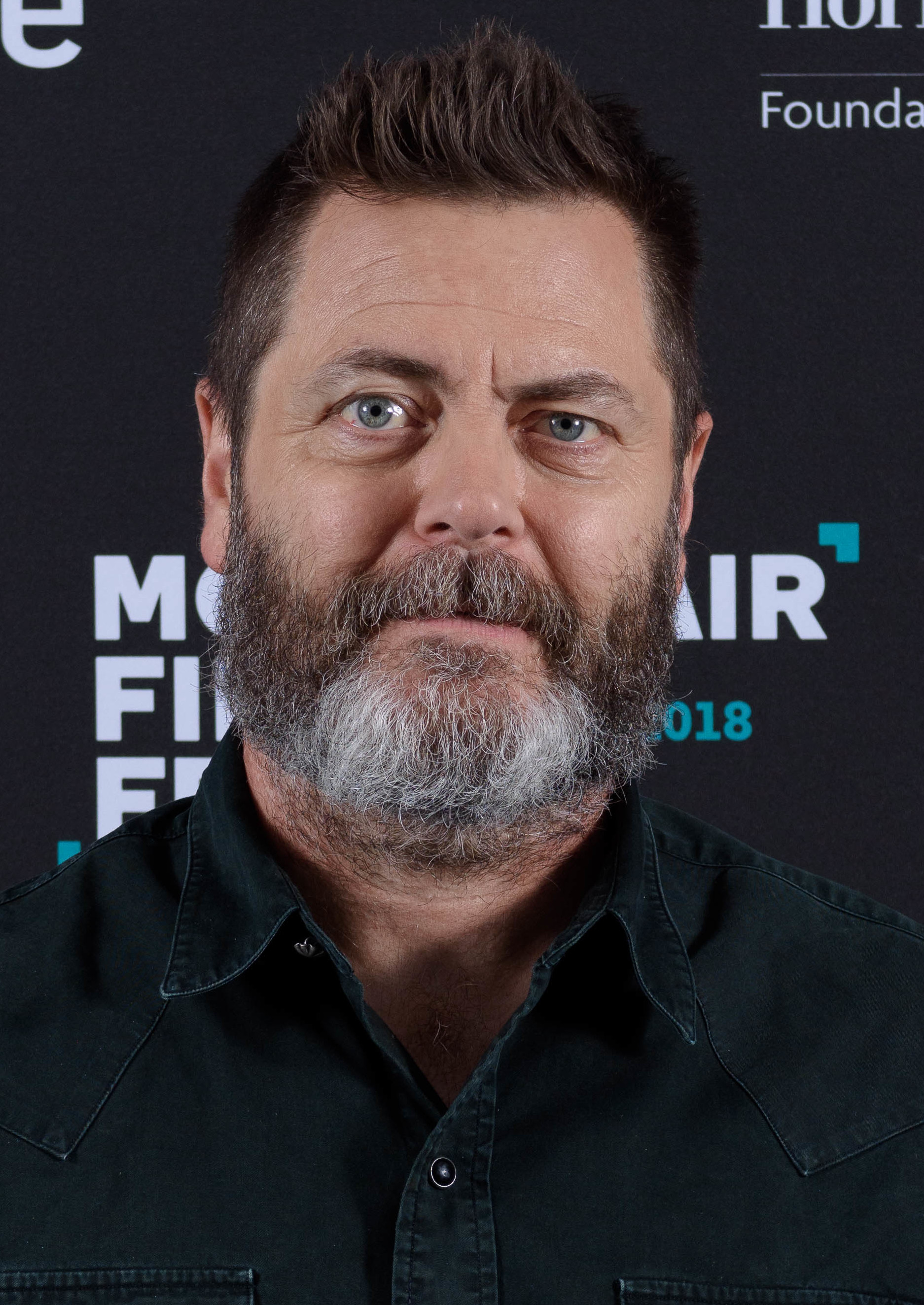
Nick Offerman (* 1970)

- Offermann, Birgit (* 1960), deutsche Fußballspielerin
- Offermann, Erich (1885–1930), deutscher Segelflugzeugkonstrukteur, Flugingenieur und Flugpionier
- Offermann, Erich (1920–2009), Schweizer Jurist und Amateurmineraloge
- Offermann, Friedrich (1859–1913), deutscher Bildhauer
- Offermann, Georg Wilhelm (1819–1902), deutscher Jurist, Präsident der Reichsbahndirektion Köln
- Offermann, Johann Heinrich († 1793), österreichischer Unternehmer
- Offermann, Karl (1884–1956), deutscher Politiker (NSDAP), MdR
- Offermann, Karl Eugen (1883–1959), deutscher Jurist und Staatsbeamter
- Offermann, Karl von (1792–1869), österreichischer Textilunternehmer
- Offermann, Karl von (1820–1894), österreichischer Textilunternehmer
- Offermann, Karl von (1850–1908), österreichischer Jurist und Textilunternehmer
- Offermann, Leopold (1837–1919), deutscher Ingenieur und Textilunternehmer
- Offermann, Sabine (* 1894), deutsche Opernsängerin in den Fächern lyrischer und dramatischer Sopran
- Offermann, Theodor von (1822–1892), österreichischer Industrieller
- Offermann-Clas, Christel, luxemburgische Rechtswissenschaftlerin
- Offermanns, Hans-Jürgen (* 1957), deutscher Fußballspieler
- Offermanns, Heribert (* 1937), deutscher Chemiker und Manager bei der Degussa AG
- Offermanns, Hubert (1906–1985), deutscher Boxer
- Offermanns, Liane (* 1964), deutsche Politikerin (Republikaner), MdL
- Offermanns, Stefan (* 1964), deutscher Mediziner und Pharmakologe
- Offermans, Tony (1854–1911), niederländischer Maler, Aquarellist und Zeichner
- Offermans-van Hove, Sophie (1829–1906), niederländische Konzertsängerin
- Offiah, Odel (* 2002), englischer Fußballspieler
- Officer, Albert F. (1899–1965), US-amerikanischer Politiker
- Officer, Charles (1975–2023), kanadischer Schauspieler, Regisseur und Drehbuchautor
- Officer, Jill (* 1975), kanadische Curlerin
- Officer, Thomas S. (1810–1859), US-amerikanischer Miniatur- und Porträtmaler
- Offierowski, Erich (1937–2019), deutscher Komponist und Texter von Schlagerliedern
- Offill, Jenny (* 1968), US-amerikanische Schriftstellerin
- Offinger, Adam, deutscher Maler
- Offit, Paul (* 1951), US-amerikanischer Mediziner
- Offley, Christina (* 1993), US-amerikanische Schauspielerin
- Offman, Marian (* 1948), deutscher Unternehmer und Kommunalpolitiker (SPD)
- Offmann, Israel (1925–2018), 1. Vorsitzender der Israelitischen Kultusgemeinde Straubing
- Offmann, Karl (1940–2022), mauritischer Politiker und Präsident von Mauritius
- Offner, Alfred (1879–1947), österreichischer Maler, Grafiker und Plakatkünstler
- Offner, Alois (1799–1871), österreichischer Unternehmer und Politiker, Landtagsabgeordneter
- Offner, Hannelore (* 1955), deutsche Kunsthistorikerin und Kuratorin
- Offner, Josef (1801–1862), österreichischer Unternehmer und Politiker, Landtagsabgeordneter
- Offner, Karl (* 1939), deutscher Pädagoge, Diplompsychologe und Bryologe
- Offner, Matthäus (* 1716), salzburgischer römisch-katholischer Geistlicher
- Offner, Maximilian (* 1952), deutscher Orgelbauer und Orgelsachverständiger
- Offo, Klostergründer
- Offord, Cyril (1906–2000), britischer Mathematiker
- Offord, Kieran (* 2004), schottischer Fußballspieler
- Offredo, Yoann (* 1986), französischer Straßenradrennfahrer
- Offrem, Siegfried (1924–2000), deutscher Fußballtorwart
- Offringa, Sarah-Quita (* 1991), niederländische Windsurferin
- Offset (* 1991), US-amerikanischer Rapper und SongwriterOffset (* 1991)

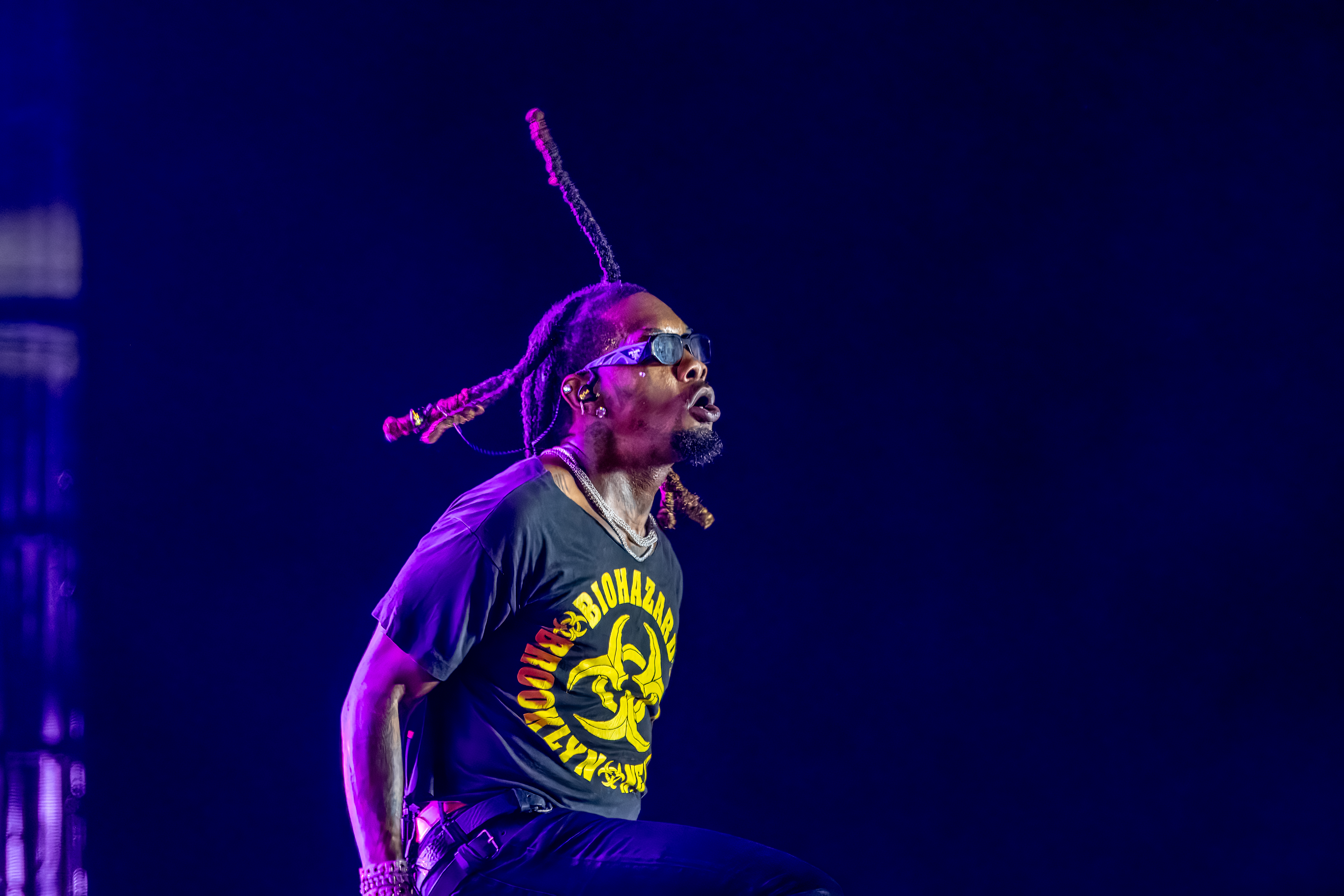
Offset (* 1991)

- Offterdinger, Carl (1829–1889), deutscher Figuren- und Genremaler sowie Illustrator
- Offutt, Andrew J. (1934–2013), amerikanischer Schriftsteller
- Offutt, Warren B. (1928–2017), US-amerikanischer Astronom und Asteroidenentdecker

### Ofi
- Ofiera, Walter (1911–1995), deutscher Schauspieler und Synchronsprecher
- Ofili, Chris (* 1968), britischer Maler und Bildhauer
- Ofili, Edward (* 1957), nigerianischer Sprinter
- Ofili, Favour (* 2002), nigerianische Sprinterin
- Ofilius, Aulus, römischer Jurist
- Ofisa Ofisa (* 1974), samoanischer Gewichtheber
- Ofisa, Taveuni (* 1964), samoanischer Gewichtheber

### Ofl
- O’Flaherty, Bridie († 2006), irische Politikerin
- O’Flaherty, Hugh (1898–1963), irischer Priester und WiderstandskämpferHugh O’Flaherty (1898–1963)

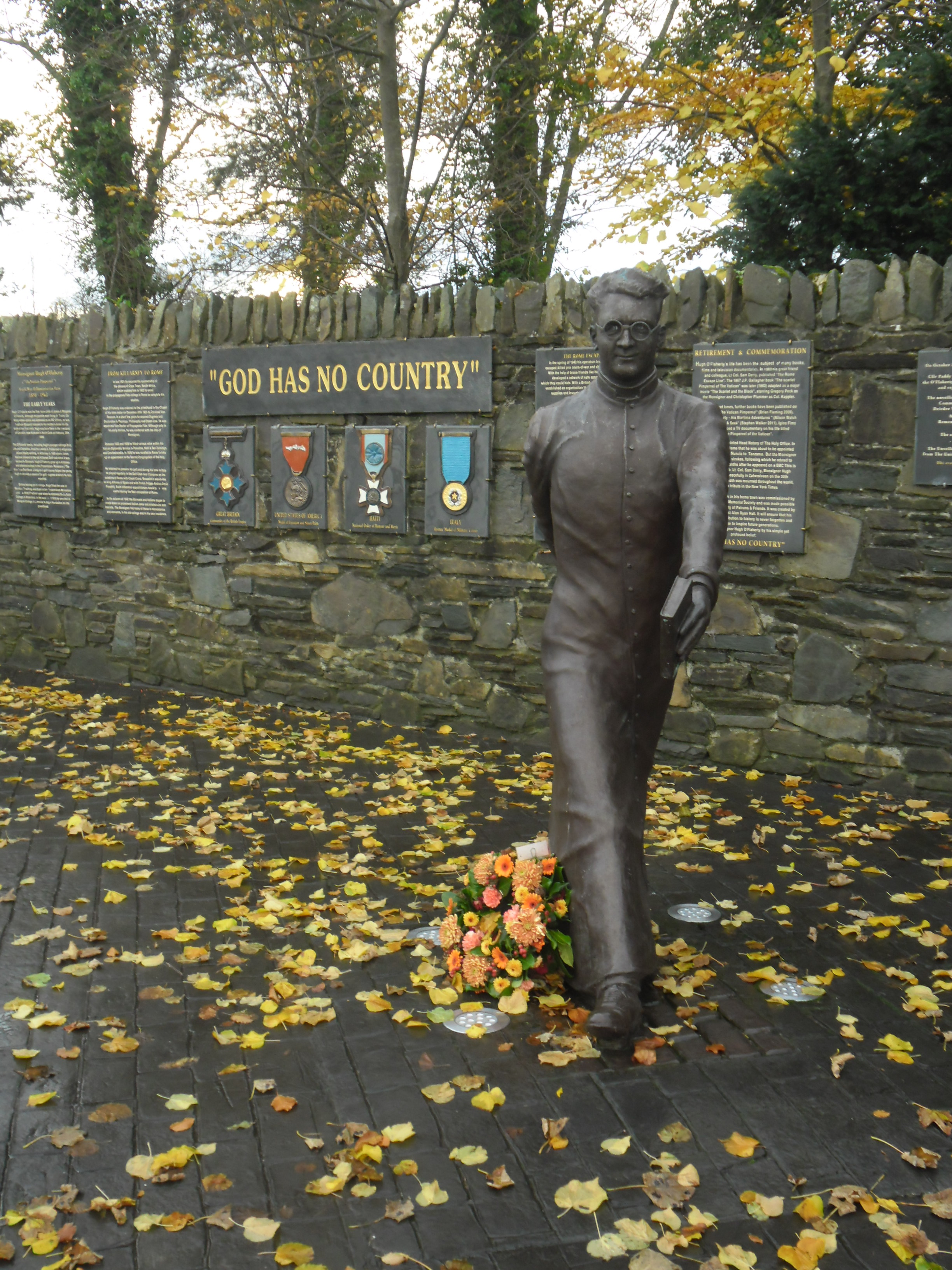
Hugh O’Flaherty (1898–1963)

- O’Flaherty, Kerry (* 1981), irische Hindernisläuferin
- O’Flaherty, Liam (1896–1984), irischer Schriftsteller
- O’Flaherty, Michael, irischer Schauspieler
- O’Flaherty, Michael (* 1959), irischer Jurist
- O’Flaherty, Terry, irische Politikerin
- O’Flanagan, James Roderick (1814–1900), irischer Schriftsteller
- O’Flanagan, Robert Dermot (1901–1972), irischer Geistlicher, Bischof von Juneau
- O’Flanagan, Sheila (* 1958), irische Schriftstellerin und Journalistin
- Oflaz, Merve (* 1988), türkische Schauspielerin
- O’Flynn, Francis Duncan (1918–2003), neuseeländischer Rechtsanwalt, Politiker (New Zealand Labour Party) und Verteidigungsminister
- O’Flynn, Ken, irischer Politiker
- O’Flynn, Noel (* 1951), irischer Politiker (Fianna Fáil)
- O’Flynn, Patrick (1965–2025), britischer Journalist und Politiker (UKIP), MdEP

### Ofn
- Ofner, Astrid Johanna (* 1966), österreichische Filmemacherin, Schauspielerin und Autorin
- Ofner, Christian (* 1993), österreichischer Eishockeyspieler
- Öfner, Dietmar (* 1957), österreichischer Chirurg
- Ofner, Dirk (1963–2008), österreichischer Schriftsteller
- Ofner, Franz (1921–1943), österreichischer kommunistischer Widerstandskämpfer, Opfer der NS-Justiz
- Ofner, Fritz (* 1977), österreichischer Dokumentarfilmregisseur und -produzent
- Ofner, Günter (* 1958), österreichischer Politiker, Atomgegner, Genealoge und Autor
- Ofner, Günther (* 1956), österreichischer Jurist und Manager
- Ofner, Harald (* 1932), österreichischer Rechtsanwalt und Politiker (FPÖ), Abgeordneter zum NationalratHarald Ofner (* 1932)

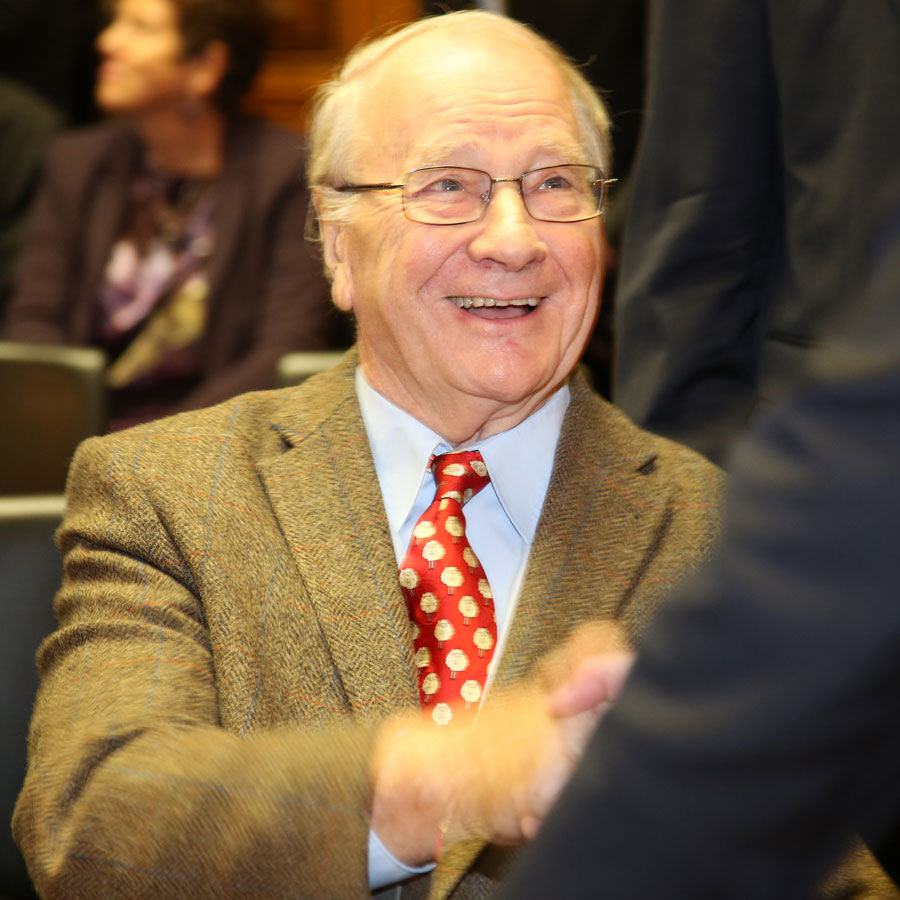
Harald Ofner (* 1932)

- Ofner, Harald (* 1983), österreichischer Eishockeyspieler
- Ofner, Helmut (* 1961), österreichischer Rechtswissenschafter und Hochschullehrer
- Ofner, Hermann (1849–1917), österreichischer Politiker, Bürgermeister von St. Pölten
- Ofner, Herwig (* 1983), österreichischer Schauspieler
- Ofner, Johann (1816–1887), österreichischer Politiker (Deutschliberale Partei), Bürgermeister von St. Pölten, Landtagsabgeordneter
- Ofner, Johann (1876–1947), österreichischer Bauernvertreter, Bürgermeister und NS-Opfer
- Ofner, Josef (* 1979), österreichischer Politiker (FPÖ, BZÖ), Mitglied des Bundesrates
- Ofner, Julius (1845–1924), österreichischer Rechtsphilosoph und Politiker, Landtagsabgeordneter, Abgeordneter zum Nationalrat
- Ofner, Katrin (* 1990), österreichische Freestyle-Skierin
- Ofner, Klaus (* 1968), österreichischer Nordischer Kombinierer
- Ofner, Patrick (* 1993), österreichischer Tennisspieler
- Ofner, Sebastian (* 1996), österreichischer TennisspielerSebastian Ofner (* 1996)

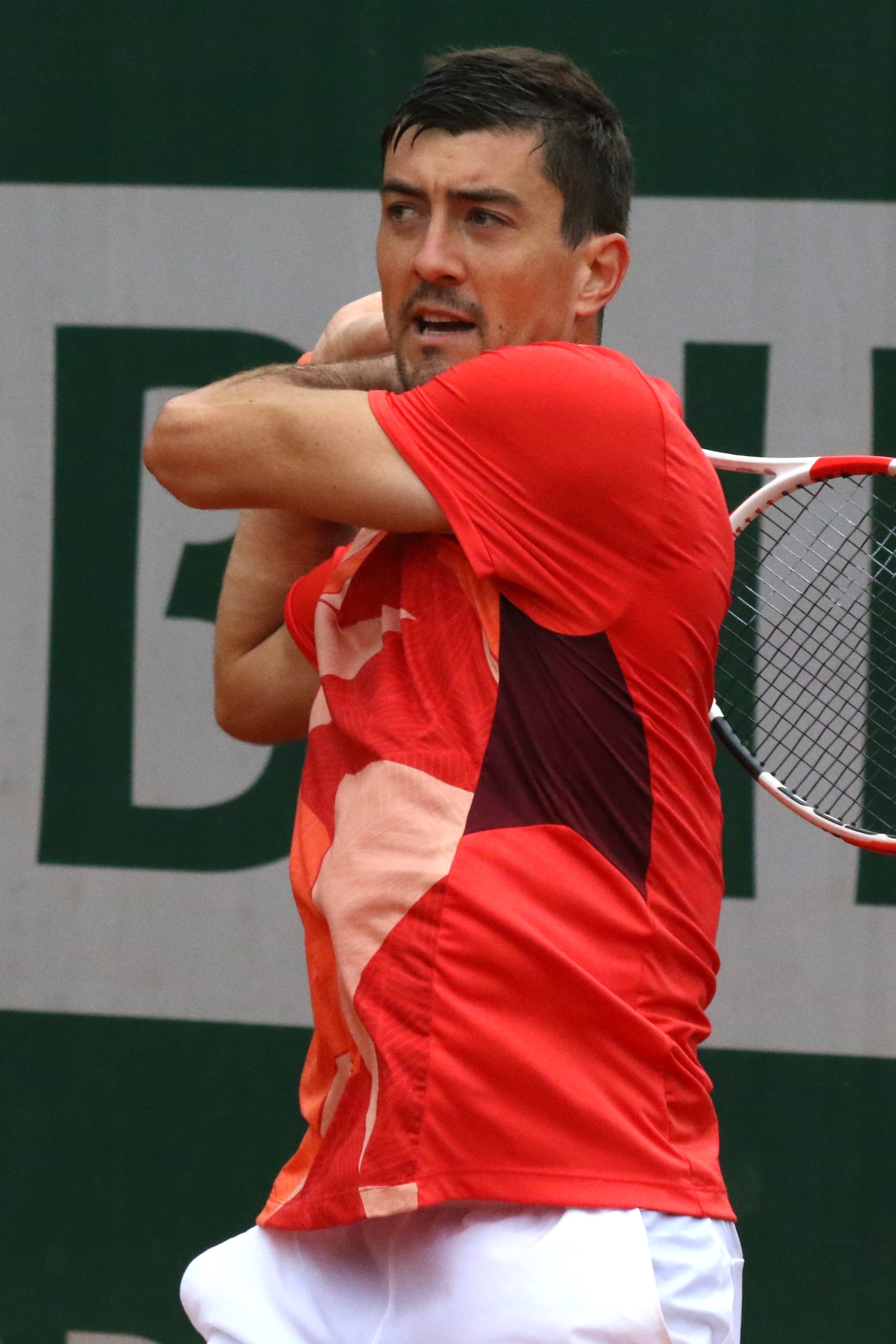
Sebastian Ofner (* 1996)

- Ofner, Stefanie (* 1988), österreichische Politikerin (ÖVP), Landtagsabgeordnete in Kärnten

### Ofo
- Ofoborh, Nnamdi (* 1999), nigerianischer Fußballspieler
- Ofoedu, Chikeluba (* 1992), nigerianischer Fußballspieler
- Ofoedu, Obiora Charles Ikelie (* 1960), nigerianischer Schriftsteller
- Ofoegbu, Gloria (* 1992), nigerianische Fußballspielerin
- Ofoha, Uchenna (* 1994), kanadisch-nigerianischer Volleyballspieler
- Ofoku, Praise (* 2003), nigerianische Sprinterin
- Ofori, Ebenezer (* 1995), ghanaischer FußballspielerEbenezer Ofori (* 1995)

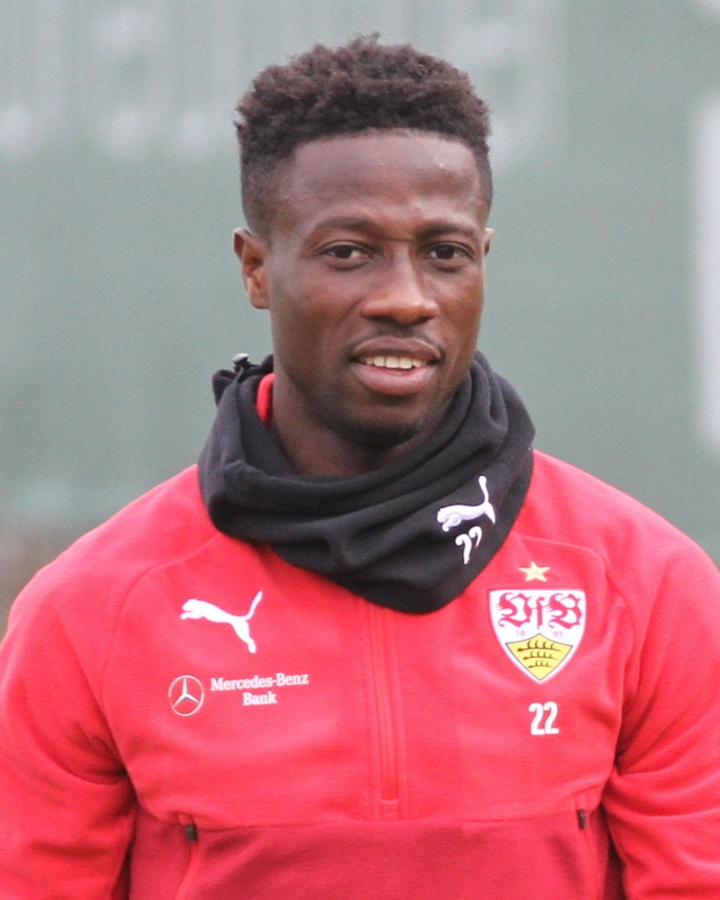
Ebenezer Ofori (* 1995)

- Ofori, Kelvin (* 2001), ghanaischer Fußballspieler
- Ofori, Kwame (* 1993), deutscher American-Football-Spieler
- Ofori, Kwame (* 2000), ghanaischer Fußballspieler
- Ofori, Patricia (1981–2011), ghanaische Fußballspielerin
- Ofori-Atta, Kofi Asante (* 1912), ghanaischer Politiker
- Ofori-Atta, Susan (1917–1985), ghanaische Ärztin
- Ofori-Atta, William (1910–1988), ghanaischer Politiker der Goldküste, ghanaischer Außenminister, Parteigründer (UNC) und Jurist
- Ofori-Attah, Edwin (* 1985), deutscher Basketballspieler
- Ofori-Quaye, Peter (* 1980), ghanaischer Fußballspieler
- Oforiatta Ayim, Nana, ghanaische Schriftstellerin, Kunsthistorikerin und Filmemacherin
- Oforiwaa, Gloria (* 1981), ghanaische Fußballspielerin
- Ofosu, Reagy (* 1991), deutsch-ghanaischer Fußballspieler
- Ofosu-Ayeh, Phil (* 1991), deutsch-ghanaischer Fußballspieler

### Ofr
- Ofri, Aharon (1920–1989), israelischer Diplomat

### Ofs
- Ofsdal, Steinar (* 1948), norwegischer Flötist und Komponist
- Ofshe, Richard (* 1941), US-amerikanischer Sektenexperte
- Ofstad, Kim (* 1969), norwegischer Pop-, Rock- und Jazzschlagzeuger
- Øfsti, Audun (1938–2024), norwegischer Philosoph

### Oft
- Oftebro, Einar Lurås (* 1998), norwegischer Nordischer Kombinierer und Skispringer
- Oftebro, Jakob (* 1986), norwegischer Schauspieler und Synchronsprecher
- Oftebro, Jens Lurås (* 2000), norwegischer Nordischer Kombinierer
- Oftebro, Jonas Hoff (* 1996), norwegischer Kinderdarsteller, Schauspieler und Synchronsprecher
- Oftebro, Nils Ole (* 1944), norwegischer Schauspieler und Synchronsprecher
- Oftedal Dahmke, Stine (* 1991), norwegische HandballspielerinStine Oftedal Dahmke (* 1991)

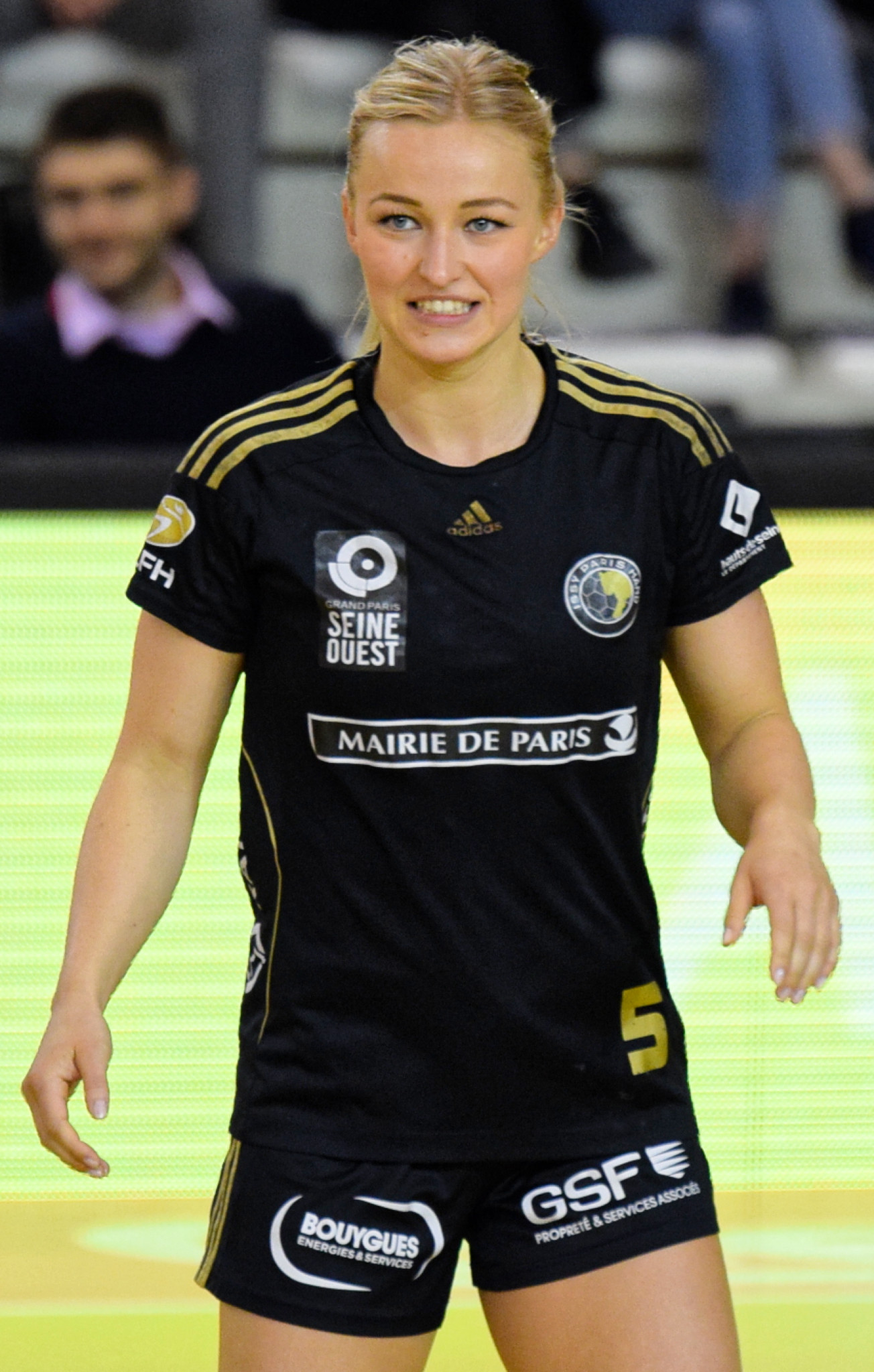
Stine Oftedal Dahmke (* 1991)

- Oftedal Sagosen, Hanna (* 1994), norwegische Handballspielerin
- Oftedal, Kjell Ove (* 1971), norwegischer Biathlet
- Oftedal, Lars (1838–1900), norwegischer Pfarrer, Prädikant, Journalist und Politiker, Mitglied des Storting
- Oftedal, Lars (1877–1932), norwegischer Journalist und Politiker
- Oftedal, Lars-Sigve (* 1973), norwegischer Biathlet
- Oftedal, Sven (1905–1948), norwegischer Politiker (Arbeiderpartiet), Minister und Arzt
- Oftedal, Tone Marit (* 1970), norwegische Biathletin
- Ofterdinger, Friedrich (1896–1946), deutscher Arzt, Hamburger Senator und Nationalsozialist
- Ofterdinger, Ludwig (1810–1896), deutscher Mathematiker und Hochschullehrer
- Oftfor, Bischof von Worcester
- Oftinger, Karl (1909–1977), Schweizer Rechtswissenschafter
- Oftring, Bärbel (* 1962), deutsche Biologin, Buchautorin und Lektorin

### Ofu
- Ofuatey-Alazard, Nadja, deutsche Kulturaktivistin, Herausgeberin und Filmemacherin
- Ofusato († 1398), König von Nanzan
- Ofusu, Jeanette, ghanaische Sprinterin

### Ofw
- Öfwerman, Clarence (* 1957), schwedischer Musiker und Musikproduzent
- Öfwerman, Rune (1932–2013), schwedischer Jazzpianist, Bandleader und Arrangeur